# اوننهایم
اوننهایم (به فرانسوی: Ohnenheim) یک کمون در فرانسه با جمعیت ۸۴۸ نفر است که در Canton of Marckolsheim واقع شده‌است.